# 王詩然
王詩然（1989年12月15日—），江蘇南京人，中國大陸鋼琴家。

## 生平
王詩然于1989年12月15日出生於中國大陸江蘇省南京市，2005年獲第四屆普羅科菲耶夫國際青少年鋼琴比賽第一名。2009年，20歲的王詩然被保送至中央音樂學院，2010年至2015年期間，王詩然進入科莫湖国际钢琴学院，先後師承鄧泰山、傅聪等国际著名大师。
2012年1月1日参演布拉格新年音樂會；2012年9月在維也納金色大廳舉行音樂會；2014年3月受邀在欧洲进行巡演与柏林交响乐团演奏贝多芬第五钢琴协奏曲 ；2017年5月18日受邀在奥利地萨尔斯堡的莫扎特音乐厅携开罗交响乐团上演贝多芬第四钢琴协奏曲；